# Sawodjanka
Sawodjanka (baschkirisch und russisch Заводянка) ist ein Dorf (derewnja) in Baschkortostan (Russland) mit 91 Einwohnern (Stand 2010). Es liegt im Alkinski selsowet.

## Geographie
Der Ort liegt im Tschischminski rajon, 8 Kilometer bzw. 10 Straßenkilometer vom Verwaltungssitz des Rajons, Tschischmy, entfernt. Das Verwaltungszentrum des selsowets, Usytamak, liegt in 5 Kilometern Abstand von Sawodjanka. Die nächste Bahnstation liegt in Tschischmy. Sanscharowka ist die nächstgelegene Ortschaft.

## Bevölkerung
Im Jahr 2010 lebten 91 Menschen im Dorf, die meisten davon (47 %) Russen und Ukrainer (46 %).
| Jahr | Einwohner |
| ---- | --------- |
| 2002 | 074       |
| 2009 | 107       |
| 2010 | 091       |